# Seznam týmů a jezdců na Tour de France 2001
Na startovní listině Tour de France 2001  bylo celkem 189 cyklistů z 21 cyklistických stájí. 88. ročníku Tour de France se účastnil jeden český cyklista – Ján Svorada (129. místo), (1 etapové vítězství) startující za italskou stáj  Lampre–Daikin. 
| Číslo | Jezdec                      |
| ----- | --------------------------- |
| 1     | Lance Armstrong (USA)       |
| 2     | Roberto Heras (ESP)         |
| 3     | Vjačeslav Jekimov (RUS)     |
| 4     | Tyler Hamilton (USA)        |
| 5     | George Hincapie (USA)       |
| 6     | Steffen Kjærgaard (NOR)     |
| 7     | Víctor Hugo Peña (COL)      |
| 8     | José Luis Rubiera (ESP)     |
| 9     | Christian Vande Velde (USA) |

| Číslo | Jezdec                   |
| ----- | ------------------------ |
| 11    | Jan Ullrich (GER)        |
| 12    | Udo Bölts (GER)          |
| 13    | Giuseppe Guerini (ITA)   |
| 14    | Jens Heppner (GER)       |
| 15    | Andreas Klöden (GER)     |
| 16    | Kevin Livingston (USA)   |
| 17    | Alexandr Vinokurov (KAZ) |
| 18    | Steffen Wesemann (GER)   |
| 19    | Erik Zabel (GER)         |

| Číslo | Jezdec                            |
| ----- | --------------------------------- |
| 21    | Joseba Beloki (ESP)               |
| 22    | Santos González (ESP)             |
| 23    | Álvaro González de Galdeano (ESP) |
| 24    | Igor González de Galdeano (ESP)   |
| 25    | Iván Gutiérrez (ESP)              |
| 26    | Jörg Jaksche (GER)                |
| 27    | Mikel Pradera (ESP)               |
| 28    | Carlos Sastre (ESP)               |
| 29    | Marcos-Antonio Serrano (ESP)      |

| Číslo | Jezdec                     |
| ----- | -------------------------- |
| 31    | Christophe Moreau (FRA)    |
| 32    | Florent Brard (FRA)        |
| 33    | Ángel Casero (ESP)         |
| 34    | Pascal Chanteur (FRA)      |
| 35    | Félix García Casas (ESP)   |
| 36    | Pascal Lino (FRA)          |
| 37    | Luis Pérez Rodríguez (ESP) |
| 38    | Arnaud Prétot (FRA)        |
| 39    | Sven Teutenberg (GER)      |

| Číslo | Jezdec                     |
| ----- | -------------------------- |
| 41    | Francesco Casagrande (ITA) |
| 42    | Fabio Baldato (ITA)        |
| 43    | Ivan Basso (ITA)           |
| 44    | Wladimir Belli (ITA)       |
| 45    | Sergej Ivanov (RUS)        |
| 46    | Nicola Loda (ITA)          |
| 47    | Alessandro Petacchi (ITA)  |
| 48    | Oscar Pozzi (ITA)          |
| 49    | Matteo Tosatto (ITA)       |

| Číslo | Jezdec                   |
| ----- | ------------------------ |
| 51    | Michael Boogerd (NED)    |
| 52    | Bram de Groot (NED)      |
| 53    | Steven de Jongh (NED)    |
| 54    | Erik Dekker (NED)        |
| 55    | Maarten den Bakker (NED) |
| 56    | Marc Lotz (NED)          |
| 57    | Grischa Niermann (GER)   |
| 58    | Geert Verheyen (BEL)     |
| 59    | Marc Wauters (BEL)       |

| Číslo | Jezdec                   |
| ----- | ------------------------ |
| 61    | Rik Verbrugghe (BEL)     |
| 62    | Mario Aerts (BEL)        |
| 63    | Serge Baguet (BEL)       |
| 64    | Jeroen Blijlevens (NED)  |
| 65    | Fabien De Waele (BEL)    |
| 66    | Gennadij Michajlov (RUS) |
| 67    | Kurt Van De Wouwer (BEL) |
| 68    | Paul Van Hyfte (BEL)     |
| 69    | Stive Vermaut (BEL)      |

| Číslo | Jezdec                   |
| ----- | ------------------------ |
| 71    | David Millar (GBR)       |
| 72    | Daniel Atienza (ESP)     |
| 73    | Íñigo Cuesta (ESP)       |
| 74    | Andrey Kivilev (KAZ)     |
| 75    | Massimiliano Lelli (ITA) |
| 76    | Nico Mattan (BEL)        |
| 77    | David Moncoutié (FRA)    |
| 78    | Christophe Rinero (FRA)  |
| 79    | Guido Trentin (ITA)      |

| Číslo | Jezdec                 |
| ----- | ---------------------- |
| 81    | Daniele Nardello (ITA) |
| 82    | Michele Bartoli (ITA)  |
| 83    | Paolo Bettini (ITA)    |
| 84    | Davide Bramati (ITA)   |
| 85    | Paolo Fornaciari (ITA) |
| 86    | Stefano Garzelli (ITA) |
| 87    | Bart Leysen (BEL)      |
| 88    | Tom Steels (BEL)       |
| 89    | Stefano Zanini (ITA)   |

| Číslo | Jezdec                         |
| ----- | ------------------------------ |
| 91    | Francisco Mancebo (ESP)        |
| 92    | Santiago Blanco (ESP)          |
| 93    | Tomasz Brozyna (POL)           |
| 94    | José Vicente García (ESP)      |
| 95    | Eladio Jiménez (ESP)           |
| 96    | Děnis Meňšov (RUS)             |
| 97    | Jon Odriozola (ESP)            |
| 98    | Javier Pascual Rodríguez (ESP) |
| 99    | Leonardo Piepoli (ITA)         |

| Číslo | Jezdec                   |
| ----- | ------------------------ |
| 101   | Bobby Julich (USA)       |
| 102   | Frédéric Bessy (FRA)     |
| 103   | Sébastien Hinault (FRA)  |
| 104   | Thor Hushovd (NOR)       |
| 105   | Christopher Jenner (FRA) |
| 106   | Anthony Morin (FRA)      |
| 107   | Stuart O'Grady (AUS)     |
| 108   | Jonathan Vaughters (USA) |
| 109   | Jens Voigt (GER)         |

| Číslo | Jezdec                        |
| ----- | ----------------------------- |
| 111   | David Etxebarria (ESP)        |
| 112   | Ángel Castresana (ESP)        |
| 113   | Iñigo Chaurreau (ESP)         |
| 114   | Txema del Olmo (ESP)          |
| 115   | Unai Etxebarria (VEN)         |
| 116   | Iker Flores (ESP)             |
| 117   | Roberto Laiseka (ESP)         |
| 118   | Alberto López de Munain (ESP) |
| 119   | Haimar Zubeldia (ESP)         |

| Číslo | Jezdec                     |
| ----- | -------------------------- |
| 121   | Benoît Salmon (FRA)        |
| 122   | Christophe Agnolutto (FRA) |
| 123   | Stéphane Bergès (FRA)      |
| 124   | Alexandr Bočarov (RUS)     |
| 125   | Ludovic Capelle (BEL)      |
| 126   | Sébastien Demarbaix (BEL)  |
| 127   | Jaan Kirsipuu (EST)        |
| 128   | Gilles Maignan (FRA)       |
| 129   | Ludovic Turpin (FRA)       |

| Číslo | Jezdec                  |
| ----- | ----------------------- |
| 131   | Laurent Jalabert (FRA)  |
| 132   | Michael Blaudzun (DEN)  |
| 133   | Francisco Cerezo (ESP)  |
| 134   | Marcelino García (ESP)  |
| 135   | Nicolas Jalabert (FRA)  |
| 136   | Nicolaj Bo Larsen (DEN) |
| 137   | Jakob Piil (DEN)        |
| 138   | Nicki Sørensen (DEN)    |
| 139   | Rolf Sørensen (DEN)     |

| Číslo | Jezdec                 |
| ----- | ---------------------- |
| 141   | Laurent Brochard (FRA) |
| 142   | Jérôme Bernard (FRA)   |
| 143   | Gilles Bouvard (FRA)   |
| 144   | Stéphane Goubert (FRA) |
| 145   | Patrice Halgand (FRA)  |
| 146   | Christophe Oriol (FRA) |
| 147   | Laurent Roux (FRA)     |
| 148   | Eddy Seigneur (FRA)    |
| 149   | Olivier Trastour (FRA) |

| Číslo | Jezdec                        |
| ----- | ----------------------------- |
| 151   | Santiago Botero (COL)         |
| 152   | Félix Cárdenas (COL)          |
| 153   | Laurent Desbiens (FRA)        |
| 154   | Aitor González (ESP)          |
| 155   | José Enrique Gutiérrez (ESP)  |
| 156   | Javier Pascual Llorente (ESP) |
| 157   | Óscar Sevilla (ESP)           |
| 158   | Antonio Tauler (ESP)          |
| 159   | José Ángel Vidal (ESP)        |

| Číslo | Jezdec                   |
| ----- | ------------------------ |
| 161   | Didier Rous (FRA)        |
| 162   | Walter Bénéteau (FRA)    |
| 163   | Franck Bouyer (FRA)      |
| 164   | Sylvain Chavanel (FRA)   |
| 165   | Damien Nazon (FRA)       |
| 166   | Olivier Perraudeau (FRA) |
| 167   | Franck Rénier (FRA)      |
| 168   | Jean-Cyril Robin (FRA)   |
| 169   | François Simon (FRA)     |

| Číslo | Jezdec                    |
| ----- | ------------------------- |
| 171   | Marco Serpellini (ITA)    |
| 172   | Raivis Belohvošciks (LAT) |
| 173   | Rubens Bertogliati (SUI)  |
| 174   | Ludo Dierckxsens (BEL)    |
| 175   | Matteo Frutti (ITA)       |
| 176   | Robert Hunter (RSA)       |
| 177   | Marco Pinotti (ITA)       |
| 178   | Ján Svorada (CZE)         |
| 179   | Johan Verstrepen (BEL)    |

| Číslo | Jezdec                  |
| ----- | ----------------------- |
| 181   | Sven Montgomery (SUI)   |
| 182   | Jimmy Casper (FRA)      |
| 183   | Jacky Durand (FRA)      |
| 184   | Frédéric Guesdon (FRA)  |
| 185   | Emmanuel Magnien (FRA)  |
| 186   | Bradley McGee (AUS)     |
| 187   | Christophe Mengin (FRA) |
| 188   | Daniel Schnider (SUI)   |
| 189   | Nicolas Vogondy (FRA)   |

| Číslo | Jezdec                  |
| ----- | ----------------------- |
| 191   | Romans Vainšteins (LAT) |
| 192   | Enrico Cassani (ITA)    |
| 193   | Servais Knaven (NED)    |
| 194   | Axel Merckx (BEL)       |
| 195   | Marco Milesi (ITA)      |
| 196   | Johan Museeuw (BEL)     |
| 197   | Fred Rodriguez (USA)    |
| 198   | Max van Heeswijk (NED)  |
| 199   | Piotr Wadecki (POL)     |

| Číslo | Jezdec                     |
| ----- | -------------------------- |
| 201   | Stéphane Heulot (FRA)      |
| 202   | Guillaume Auger (FRA)      |
| 203   | Ludovic Auger (FRA)        |
| 204   | Christophe Capelle (FRA)   |
| 205   | Thierry Gouvenou (FRA)     |
| 206   | Xavier Jan (FRA)           |
| 207   | Loïc Lamouller (FRA)       |
| 208   | Alexej Sivakov (RUS)       |
| 209   | Sébastien Talabardon (FRA) |